# Stadio Partenopeo
Lo stadio Partenopeo, anche noto come stadio Ascarelli, fu un impianto sportivo di Napoli che ospitava le partite di calcio della squadra del Napoli, proprietario della struttura.

## Storia

Giorgio Ascarelli

Lo stadio fu progettato da Amedeo D'Albora su commissione di Giorgio Ascarelli, primo presidente del Napoli, e fu edificato nei pressi della zona nota come "Rione Luzzatti", vicino alla stazione Centrale. Le tribune furono costruite in legno e l'impianto, inizialmente denominato "Stadio Vesuvio", poteva contenere 20.000 spettatori. I lavori vennero interamente finanziati dallo stesso facoltoso industriale tessile di origine ebraica Ascarelli, che lo fece divenire il primo e fino ad allora unico stadio di proprietà del Napoli in più di novant'anni di storia; inoltre il Napoli divenne la seconda società calcistica in Italia, dopo il Milan, a possederne uno.
La prima partita ivi disputata fu il 16 febbraio 1930; dopo circa un mese, il presidente Ascarelli morì e, in sua memoria, l'impianto fu intitolato al suo nome, divenendo lo "Stadio Giorgio Ascarelli". In vista del campionato del mondo 1934, l'impianto, ribattezzato col nuovo e definitivo nome di "Stadio Partenopeo", fu interamente ricostruito in cemento armato, in modo da portare la sua capienza a 40.000 persone.
Dopo i mondiali, ritornò a essere sede abituale delle partite casalinghe del Napoli e nel 1937 la società vi attuò il singolare esperimento dell'ingresso libero alle donne. Nel 1942 lo stadio fu raso al suolo dai bombardamenti alleati, per poi divenire, durante la ricostruzione post-bellica, una sorta di sversatoio delle macerie dei palazzi circostanti colpiti anch'essi dai bombardamenti. Successivamente, quel che era rimasto dello stadio divenne una baraccopoli a causa della sua occupazione da parte di molti senzatetto della zona, che ridussero l'impianto a un rudere irrecuperabile. Dopo essere stato anche oggetto di ripetuti saccheggi, si decise la totale demolizione dello stadio, e l'unico indizio della sua esistenza ormai permane solo nel nome che popolarmente ha preso e mantiene un vicino rione di case, chiamato appunto "Rione Ascarelli".

## Eventi

### Calcio

#### Inaugurazione
- Napoli - Triestina 4-1 (16 febbraio 1930)[2][7]

#### Campionato mondiale di calcio 1934
- Ungheria - Egitto 4-2 (Ottavi di finale, 27 maggio)
- Germania - Austria 3-2 (Finale 3º posto, 7 giugno)[2]

#### Incontri della nazionale italiana
Lo stadio Partenopeo è stato sede di due incontri della nazionale maschile di calcio dell'Italia: il primo, valido per la Coppa Internazionale e disputato il 14 febbraio 1932 contro la Svizzera, è terminato con il punteggio di 3-0 in favore degli Azzurri; il secondo, amichevole e giocato il 4 dicembre 1938 contro la Francia, è terminato in questo caso con il punteggio di 1-0 per i padroni di casa.

## Galleria d'immagini

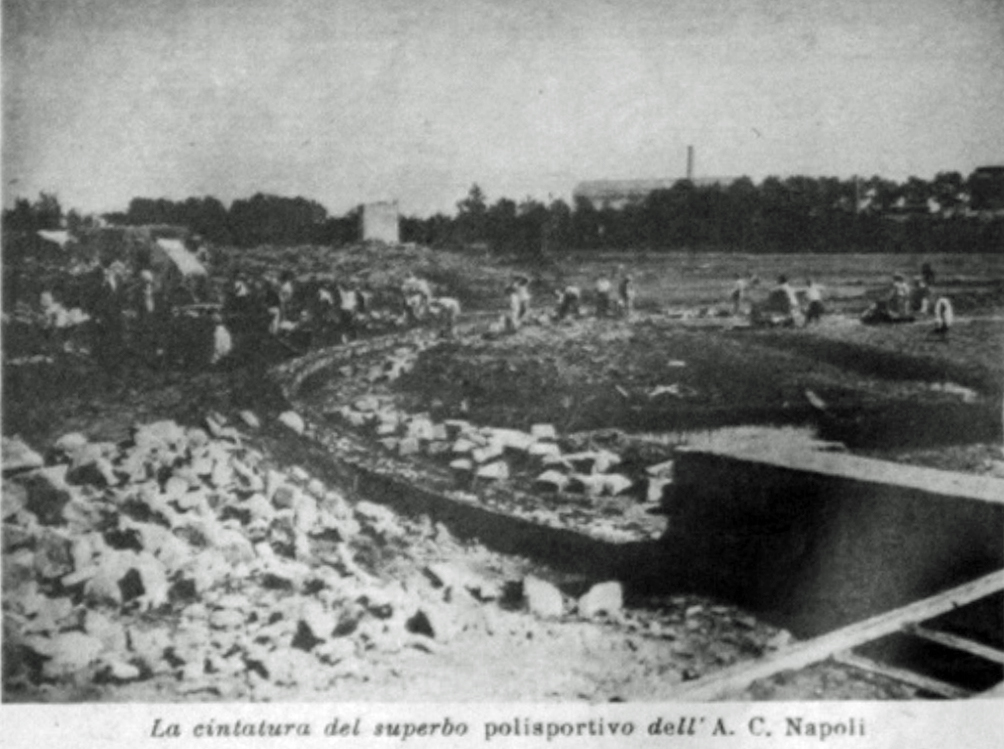
La costruzione del muro di cinta
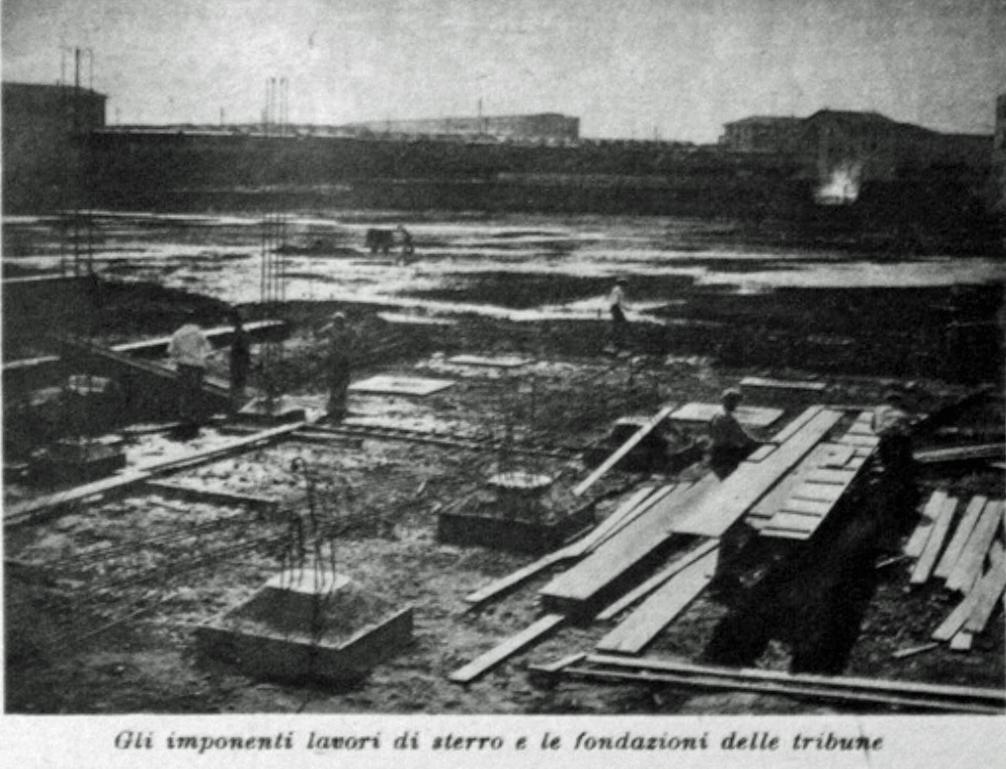
La costruzione delle fondamenta della tribuna
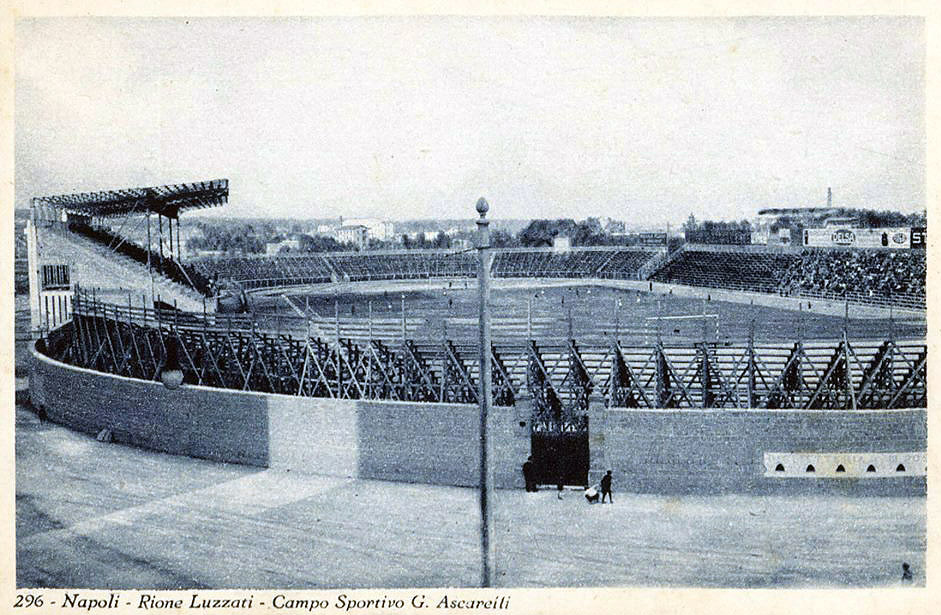
Panoramica dello stadio con in primo piano gli spalti in legno.
La facciata principale dello stadio.
L'interno dello stadio.
Le gradinate dello stadio distrutte durante i bombardamenti.